# Каудери, Оливер

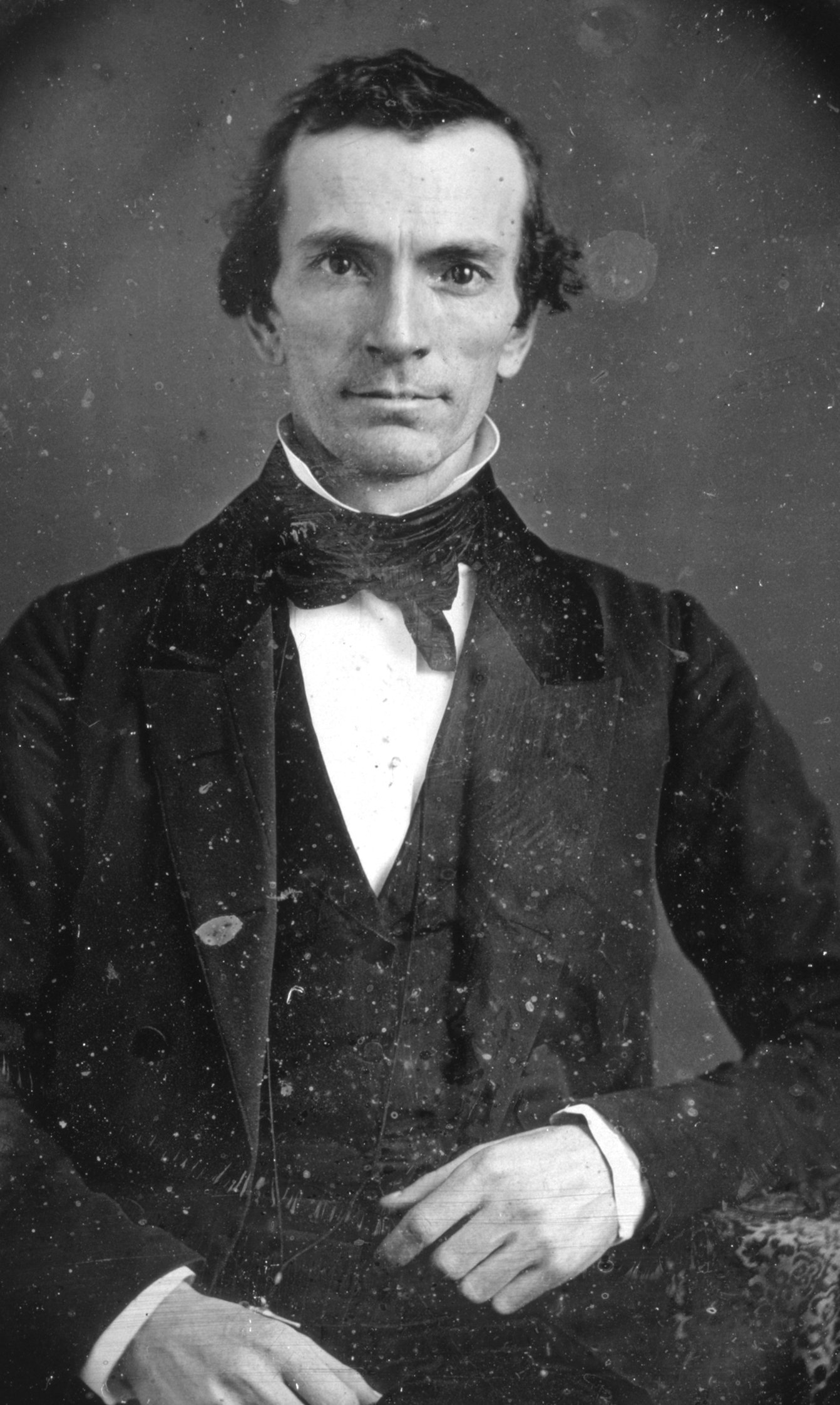
Фотография Каудери, хранящаяся в Библиотеке Конгреса США. 1840-е гг, фотограф Джеймс Пресли Болл

Оливер Херви Плиний Каудери (англ. Oliver Hervy Pliny Cowdery; 3 октября 1806, Уэллс, Вермонт, — 3 марта 1850, Ричмонд, Миссури) — важный деятель мормонской церкви на раннем этапе её существования (1829—1836), один из Трёх свидетелей золотых пластин, один из первых Апостолов святых последних дней, Второй старейшина церкви. Влияние Каудери пришло в упадок после того, как «правой рукой» основателя Джозефа Смита стал Сидни Ригдон, а в результате возникших с ним и с самим Смитом разногласий Каудери был отлучён от мормонской церкви. В конце жизни Каудери вновь стал мормоном, но уже не играл в церкви влиятельной роли.

## Биография

### Семья
Отец Оливера Каудери, Уильям, вероятно, был последователем секты Натаниэла Вуда «Новых израильтян», практиковавшей лозоходство для поиска сокровищ.

### Влияние книги «Взгляд на евреев»
Члены семьи Каудери в один из периодов своей жизни были прихожанами церкви конгрегационалистов в г. Паултни, штат Вермонт. Пастор этой церкви, Итан Смит, в тот период был занят написанием своей книги «Взгляд на евреев», (en:View of the Hebrews, 1823), в которой выдвигал предположение, что индейцы происходили от древних евреев (эта идея пользовалась популярностью среди ранних поселенцев США, см. статью Строители курганов). Один из критиков «Книги Мормона», Дэвид Персьютт (David Persuitte), полагал, что Каудери была известна эта книга, и что знакомство с ней повлияло на текст окончательной версии «Книги Мормона». Даже известный сторонник церкви мормонов Ричард Бушман писал об этом: «хотя Джозеф Смит, насколько известно, никогда не видел книги „Взгляд на евреев“ до позднего периода своей жизни, параллели (между ней и „Книгой Мормона“) выглядят для критиков достаточно сильными, чтобы утверждать, будто Итан Смит посеял семена будущего „сочинения“ Джозефа Смита».

### Писец и свидетель Книги Мормона
В возрасте около 20 лет Оливер переехал из Паултни в Нью-Йорк, где работал клерком на складе до 1829 г., когда он устроился учителем в г. Манчестер, штат Нью-Йорк. Во время преподавания Каудери снимал жильё в различных домах в Манчестере, в том числе и в доме Джозефа Смита-старшего, отца будущего основателя мормонской церкви, который, возможно, впервые рассказал ему о золотых пластинах, которые якобы видел его сын; впрочем, уже в ту пору о пластинах горожане говорили «на всех углах».
С 7 апреля по июнь 1829 г. Каудери был основным писцом Смита, записывавшим перевод текста явленных последнему золотых пластинок, позднее положенного в основу Книги Мормона. Также Каудери безуспешно пытался сам перевести часть Книги Мормона. До встречи с Каудери у Смита был длительный период застоя в переводе текста золотых пластин после того, как 116 страниц перевода утратил Мартин Харрис. Благодаря знакомству с Каудери рукопись была закончена в рекордно короткие сроки (апрель-июнь 1829).
15 мая 1829 г. Каудери и Смит заявили, что они получили Аароново первосвященство от Иоанна Крестителя, после чего они крестили друг друга в реке Сускеганна. Каудери также заявил, что они со Смитом отправились молиться в лес, пока их не окружил свет и появились трое людей, одетых в белое, «лица которых сияли славой». Один из троих объявил, что является апостолом Петром, а двое других — это апостол Иаков и апостол Иоанн.
Позднее в том же году Каудери заявил, что ему, Смиту и Д. Уитмеру было явлено видение, в котором ангел показал им золотые пластины. Мартин Харрис заявил, что ему явилось похоже видение позднее в тот же день, и тогда Каудери, Уитмер и Харрис подписали заявление в подтверждение своего видения. Эти трое стали известны как Три свидетеля, а их свидетельство включается практически в каждую публикацию Книги Мормона. В том же 1829 году Каудери получил откровение о необходимости основания Церкви святых последних дней («мормонов»).

### Второй Старейшина мормонской церкви
После основания мормонской церкви 6 апреля 1830 г. Джозеф Смит-младший стал Первым старейшиной, а Оливер Каудери — Вторым старейшиной. Хотя должность Каудери формально была второй по старшинству, уже с 1831 г. его стал затмевать Сидни Ригдон, официальный пресс-секретарь церкви и советник Первого президентского совета церкви. Также Каудери занимал должность Помощника президента церкви с 1834 и до своего отлучения в 1838 г.
18 декабря 1832 г. Каудери женился на Элизабет Энн Уитмер, дочери Питера Уитмера и сестре Дэвида, Джона, Джейкоба и Питера-младшего. В браке родилось пятеро детей, из которых только один дожил до совершеннолетия (Мария Луиза Каудери, род. 11 августа 1835 г.).
Каудери содействовал Смиту в публикации серии его откровений, изначально носивших название «Книга заповедей». Позднее книга была расширена и дополнена и получила название «Учение и заветы», однако у Каудери возникли серьёзные возражения к новому тексту. Также Каудери был редактором нескольких ранних периодических изданий церкви, в том числе Evening and Morning Star, Messenger and Advocate и Northern Times.
Когда церковь создала банк в Кёртленде в 1837 г., Каудери стал владельцем типографских форм для печати долговых обязательств. Смит отправил его в г. Монро в штате Мичиган, где тот возглавил Банк Монро, который также приобрела мормонская церковь. Оба банка потерпели крах в том же году. Каудери переехал в новую общину, основанную церковью в посёлке Фар-Уэст в штате Миссури, и зимой 1837—1838 гг. серьёзно болел.

### Ранняяписьменная историяцеркви
В 1834—1835 гг. при участии Смита О. Каудери опубликовал очерк истории церкви в виде серии статей в журнале Messenger and Advocate. Данный очерк содержит расхождения с принятой в настоящее время официальной историей мормонской церкви.

### Отлучение
К началу 1838 г. между Смитом и Каудери возникли разногласия по трём основным моментам. Во-первых, Каудери соперничал со Смитом за лидерство в церкви, высказывал несогласия с экономической и политической программой пророка и стремился к собственной финансовой независимости от общины. Когда в марте 1838 г. Смит и Ригдон переехали в г. Фар-Уэст, где общину возглавляли братья Дэвид и Джон Уитмеры, шурины Каудери, они перехватили руководство общиной и стали проводить политику, которая, по мнению умеренных Каудери и Уитмеров, нарушала принцип отделения церкви от государства. Наконец, в январе 1838 г. Каудери написал письмо своему брату Уоррену о том, что между ним и Джозефом Смитом состоялся неприятный разговор, в котором Каудери осудил Смита за сожительство с несовершеннолетней Фэнни Элджер, одной из будущих многочисленных жён пророка (Каудери осуждал практику многожёнства).
12 апреля 1838 г. церковный суд отлучил Каудери после того, как тот не явился на слушания по данному вопросу и направил письмо, в котором уведомлял о выходе из лона церкви. В то же время от церкви было отлучено семейство Уитмеров, Уильям Фелпс и свидетель Книги Мормона Хайрам Пейдж.
Каудери и Уитмеры стали известны как «раскольники» («the dissenters»), однако они продолжали жить в городе Фар-Уэст, где им принадлежало много собственности. Однако 17 июня 1838 г. Сидни Ригдон объявил на большом собрании мормонов, что раскольники были «подобны соли, что утратила свой вкус», и что долг истинно верующих состоит в том, чтобы изгнать их, «так, чтобы по ним прошлась нога человека». Каудери воспринял эту речь как угрозу своей жизни и бежал из округа.

### Жизнь вне мормонской церкви
В период 1838—1848 гг. Каудери не поддерживал контактов с мормонами, и, возможно, на короткий период даже отказался от своего прежнего утверждения, что видел своими глазами золотые пластины (об этом можно судить из публикации в 1841 г. в мормонской газете Times and Seasons стихов, одна из строф которых гласила: "Если некоторые часы не ходят — это разве доказательство отсутствия времени? Если апостол Пётр отрёкся, поклявшись — разве это доказывает, что Христос — не Господь? И разве Книга Мормона не существует по той лишь причине, что её отрицает Оливер? («Or does it prove there is no time,/Because some watches will not go?/…Or prove that Christ was not the Lord/Because that Peter cursed and swore?/Or Book of Mormon not His word/Because denied, by Oliver?») Несмотря на эти стихи, прямых свидетельств отрицания Оливером Каудери подлинности Книги Мормона нет; возможно, эти стихи следует воспринимать как пропаганду, направленную против «отступника». На деле, Каудери даже в период своего отлучения продолжал свидетельствовать в пользу своих видений.
Каудери изучал право, и позднее работал юристом в г. Тиффин в штате Огайо, где стал лидером местного отделения Демократической партии и даже редактировал демократическую газету, пока его мормонское прошлое не стало известным. Этот факт в какой-то мере запятнал его репутацию, однако Каудери остался работать в газете в должности заместителя редактора. В 1846 г. его выдвинули кандидатом в Сенат от демократической партии, однако он проиграл выборы — противник использовал его мормонское прошлое в своей агитации.

### Возвращение в лоно церкви
После убийства Джозефа Смита-младшего брат Оливера, Лайман, признал Джеймса Стрэнга законным преемником Смита по главе мормонской церкви. В связи с этим в 1847 г. Оливер переехал в г. Элкхорн в штате Висконсин поблизости от штаб-картиры стрэнгитов в пос. Вори в том же штате, и занялся юридической практикой совместно со своим братом. Он стал одним из редакторов местной газеты Walworth County Democrat и в 1848 г. был кандидатом в ассамблею штата, однако вновь его мормонское прошлое было воспринято избирателями негативно и не дало ему шансов на избрание.
В 1848 г. Каудери приехал к последователям Бригама Янга в Уинтер-Квотерс в штате Небраска с просьбой о воссоединении с церковью. 12 ноября 1848 г. он был заново крещён в мормонскую веру, однако с тех пор не занимал должностей в церковной иерархии. У него возникла болезнь органов дыхания, и он умер 3 марта 1850 г. в доме Дэвида Уитмера в г. Ричмонд, штат Миссури.